# Xã Almena-District 4, Quận Norton, Kansas
Xã Almena-District 4 (tiếng Anh: Almena-District 4 Township) là một xã thuộc quận Norton, tiểu bang Kansas, Hoa Kỳ. Năm 2010, dân số của xã này là 566 người.